# Monte Vera
Monte Vera is een plaats in het Argentijnse bestuurlijke gebied  La Capital in de provincie Santa Fe. De plaats telt 7.068 inwoners.